# Puchar Dalekowschodni w narciarstwie alpejskim 2024/2025
Sezon 2024/2025 Pucharu Dalekowschodniego w narciarstwie alpejskim rozpoczął się 10 grudnia 2024 r. w chińskim ośrodku narciarskim Wanlong, natomiast ostatnie zawody tej edycji zostały rozegrane 7 marca 2025 r. w japońskiej Hakubie. Łącznie zorganizowano 15 startów dla kobiet i 16 startów dla mężczyzn.

## Puchar Dalekowschodni w narciarstwie alpejskim kobiet
Wśród kobiet Pucharu Dalekowschodniego z sezonu 2023/2024 broniła reprezentantka Korei Płd. Gim So-hui. Tym razem zwyciężyła Japonka Eren Watanabe.
W poszczególnych klasyfikacjach triumfowały:
- gigant:  Miki Ishibashi
- slalom:  Eren Watanabe

## Puchar Dalekowschodni w narciarstwie alpejskim mężczyzn
Wśród mężczyzn Pucharu Dalekowschodniego z sezonu 2023/2024 bronił reprezentant Japonii Ryoma Katayama. Tym razem zwyciężył Austriak Christoph Meissl.
W poszczególnych klasyfikacjach triumfowali:
- gigant:  Seigo Kato
- slalom:  Jung Dong-hyun